# Walther Oberhaidacher
Walther Filipp Anton Oberhaidacher (Bozen, 22 september 1896 - Dresden (onzeker), 30 april 1945) was een nationaalsocialistische gouwleider tijdens de Tweede Wereldoorlog. Hij was ook parlementslid voor de NSDAP in de Rijksdag.

## Leven
Op 22 september 1896 werd Walther Oberhaidacher geboren in Bozen. Hij was de zoon van een verkoper. Oberhaidacher ging naar de Volksschule en de Oberrealschule in Bozen. In 1915 haalde hij zijn abitur.

### Eerste Wereldoorlog
Op 15 april 1915 trad Oberhaidacher als Einjährig-Freiwilliger in dienst van het Deutsches Heer. Hij werd geplaatst bij het 2. Regiment der Tiroler Kaiserjäger. Vanaf april 1915 werd Oberhaidacher ingezet aan het Italiaans front (Isonzofront) (27 maanden aan het front). Op 14 september 1915 raakt hij gewond. Na zijn genezing, werd hij overgeplaatst naar het 4. Tiroler Kaiserjäger-Regiment. Later werd deze eenheid hernoemd in het k.u.k. Infanterie-Regiment „Potiorek“ Nr. 102.
Op 1 juli 1916 werd hij bevorderd tot Fähnrich der Reserve (vaandrig in de militaire reserve). Hierna volgde zijn overplaatsing naar het IR „Ernst Ludwig Großherzog von Hessen und bei Rhein“ Nr. 14. En op 1 januari 1917 volgde zijn bevordering tot Leutnant der Reserve (tweede luitenant in de militaire reserve). In november 1918 verliet hij het Deutsches Heer.

### Interbellum
Na de Eerste Wereldoorlog ging Oberhaidacher machinebouw studeren aan de Technische universiteit in Graz. Hij maakte deze studie niet af. In het burgerleven werkte Oberhaidacher als fabriekstechnicus, en was vanaf 1926 tot 1933 technisch manager in een beddenveren fabriek.
Op 1 april 1924 werd Oberhaidacher lid van de Deutsche Nationalsozialistische Arbeiterpartei in Oostenrijk. Hij werkte als Schriftführer van de Ortsgruppe Graz, en daarna als  Zahlmeister  (betaalmeester). Op 8 augustus 1927 trouwde Oberhaidacher met Thea Polednak. Het echtpaar kreeg twee dochters en een zoon. Na de heroprichting van de NSDAP, werd hij op 10 september 1928 opnieuw weer lid.
Vanaf januari tot april 1928 werkte Oberhaidacher als Gaupropagandaleiter  (vrije vertaling: gouwpropagandaleider), en begin mei 1928 als plaatsvervangend gouwleider voor de Rijksgouw Stiermarken. Op 25 november 1928 werd hij benoemd tot gouwleider van de Rijksgouw Stiermarken. Hij publiceerde het gouwtijdschrift Der Kampf.
Vanaf 1919 tot juni 1933 was Oberhaidacher gemeenteraadslid in Graz. In 1933/34 was hij de onderhandelaar van de NSDAP in onderhandelingen met leiders van de Heimatschutzverband Steiermark, met als doel de Heimatschutzverband Steiermark in de NSDAP te integreren.
Na twee arrestaties, vluchtte Oberhaidacher eind juni 1933 naar München. In juli 1934 kreeg hij verlof als gouwleider.
Vanaf 29 maart 1936 tot zijn dood, was Oberhaidacher parlementslid in de Rijksdag voor de kieskring Chemnitz. Midden januari 1938 werd hij ingewerkt bij de politieadministratie in Düsseldorf. Op 30 januari 1938 werd Oberhaidacher lid van de SS. Hij werd ingeschaald als een SS-Oberführer. Vanaf 1 februari 1938 werd hij geplaatst in de Persönlicher Stab Reichsführer-SS.

### Tweede Wereldoorlog
Oberhaidacher was vanaf 17 augustus 1938 tot 22 maart 1944 örtlicher Luftschutzleider des Luftschutzortes Bochum  (vrije vertaling: plaatselijk luchtbeschermingsleider van de luchtbeschermingsplaats Bochum). Hij werd op 9 november 1938 bevorderd tot SS-Brigadeführer. Op 19 september 1939 werd Oberhaidacher benoemd tot hoofdcommissaris van politie in Bochum. Hij was vanaf 5 januari 1939 vrijwillig rechter in de 2e senaat van het Volksgerichtshof (voor de duur van vijf jaar).
Vanaf 27 maart 1944 was Oberhaidacher mit der Wahrnehmung der Geschäfte beauftragt (m. d. W. d. G. b.) (vrije vertaling: met de waarneming van functie belast) als hoofdcommissaris van politie in Dresden. Hij werd vanaf 19 november 1944 permanent benoemd tot hoofdcommissaris, deze functie vervulde hij tot 25 januari 1945. Bovendien was hij vanaf oktober 1944 aanvankelijk waarnemend, en vanaf begin februari 1945 definitief Befehlshaber der Ordnungspolizei (BdO)  bij de Höherer SS- und Polizeiführer Elbe in Dresden (Wehrkreis IV). Vanaf 1944 was Oberhaidacher bevoegd mit der Uniform eine der Generalmajor der Polizei (m.d.U.d.) te dragen.

## Verdwijning/dood
Het tijdstip en de omstandigheden van de dood van Oberhaidacher zijn onzeker: volgens de ene bron zou hij al omstreeks 15 februari 1945 omgekomen zijn, tijdens het beruchte bombardement op Dresden. Schulz vermeldt daarentegen 30 april 1945 als mogelijke overlijdensdatum, en deze verklaring wordt ook het aannemelijkst geacht. Weer een andere bron vermeldt dat Oberhaidachers verdere lot onbekend is.

## Carrière
Oberhaidacher bekleedde verschillende rangen in zowel de Sturmabteilung als Allgemeine-SS. De volgende tabel laat zien dat de bevorderingen niet synchroon liepen. 
| Datums           | Deutsches Heer                                                   | Sturmabteilung | NSDAP                           | Allgemeine-SS       | Polizei                  |
| ---------------- | ---------------------------------------------------------------- | -------------- | ------------------------------- | ------------------- | ------------------------ |
| 15 april 1915    | Einjährig-Freiwilliger (vrije vertaling: eenjarige vrijwilliger) | —              | —                               | —                   | —                        |
| 1 juli 1916      | Fähnrich der Reserve                                             | —              | —                               | —                   | —                        |
| 1 januari 1917   | Leutnant der Reserve a.D.                                        | —              | —                               | —                   | —                        |
| Mei 1924         | —                                                                | SA-Mann        | —                               | —                   | —                        |
| 1 april 1924     | —                                                                | —              | Schriftführer (Geschäftsführer) | —                   | —                        |
| 1925 - 1926      | —                                                                | —              | Zahlmeister                     | —                   | —                        |
| 1 mei 1928       | —                                                                | —              | Gaupropagandaleiter             | —                   | —                        |
| 25 november 1928 | —                                                                | —              | Stellv Gauleiter                | —                   | —                        |
| 4 augustus 1928  | —                                                                | —              | Gauleiter a.D.                  | —                   | —                        |
| 30 januari 1938  | —                                                                | —              | —                               | SS-Mann             | —                        |
| 30 januari 1938  | —                                                                | —              | —                               | SS-Standartenführer | —                        |
| 30 januari 1938  | —                                                                | —              | —                               | SS-Oberführer       | —                        |
| 9 november 1938  | —                                                                | —              | —                               | SS-Brigadeführer    | —                        |
| 7 oktober 1939   | —                                                                | —              | —                               | —                   | Polizeipräsident         |
| November 1944    | —                                                                | —              | —                               | —                   | Generalmajor der Polizei |

## Lidmaatschapsnummers
- DNSAP-nr.: (lid geworden 1 april 1924[1][7][11])
- NSDAP-nr.: 50478 (lid geworden 10 september 1926[7][1])
- SS-nr.: 291207 (lid geworden 30 januari 1938[2] - 1 februari 1938[7])

## Onderscheidingen
Selectie:
- Medaille voor Dapperheid in brons[7]
- Signum Laudis in brons aan een lint van het MVK[7]
- Gewondenmedaille met Een verwonding[7]
- Karel-Troepen-Kruis[7]
- Herinneringsmedaille voor Deelnemers aan de Wereldoorlog (Oostenrijk)[7]
- Gouden Ereteken van de NSDAP[15][7] (nr.50478[16])
- Kruis voor Oorlogsverdienste, 1e Klasse (2[2][12]/12 juni 1942[7]) en 2e Klasse (26 maart 1941[7][12]) met Zwaarden
- SS-Ehrendolch[17]
- Ehrenwinkel der Alten Kämpfer[17][12]
- Anschlussmedaille op 21 november l939[2][7][12]